# Juan Carlos Palma
Juan Carlos Palma es un animador y actor de cine, radio, teatro y televisión argentino.

## Carrera
Palma es un destacado actor con una amplia trayectoria en radio, teatro, cine y televisión. En la pantalla grande y durante la época dorada de la cinematografía argentina, supo lucirse con importantes figuras del momento como Tita Merello, Mario Fortuna, Alberto de Mendoza, Benito Cibrián, Laura Hidalgo, Santiago Gómez Cou y Eduardo Cuitiño, entre otros.
Su carrera despegó luego de ser descubierto por el director argentino Luis Mottura. En 1959 fue el relator en el filme Río abajo protagonizado por Andrés Rasmanauskas y Sofía Malifankas.
En televisión también se desempeñó como conductor del ciclo Volviendo a vivir el tango, que animó en 1963 a las 21 hs, por el viejo Canal 7.

## Filmografía
- 1951: Pasó en mi barrio
- 1951: La orquídea
- 1955: Para vestir santos
- 1960: Río abajo
- 1961: Amorina
- 1961: Asalto a la ciudad
- 1967: Ya tiene comisario el pueblo
- 1973  Tercer mundo
- 1982: Buenos Aires Tango[1]

## Radio
A partir de 1955 trabajó en el programa humorístico Calle Corrientes, creado por Roberto Gil, donde encarna el popular personaje del "El Guapo del Conventillo"  que se transmitió durante 15 temporadas por Radio Splendid los sábados de 14 a 15 horas. Entre el amplio elenco se encontraban Juan Carlos Altavista, Nora Gilbert, Inda Ledesma, Fidel Pintos, Miguel Ligero, Oscar Casco, Juan José Míguez, Adolfo García Grau, Guido Gorgatti, Chela Ruiz, Eduardo Ayala y Héctor Figueras.
Primer actor radial hizo entre otros numerosos radioteatros:
- Cleopatra, junto con Inés Moreno y Jacinto Herrera.[3]
- La Furia del Deseo en 1955, dirigido por René Cossa, junto con Rosa Rosen y Antuco Telesca.[4]
- Gran Teatro Pond's, en la patética obra El poeta del amor, con Oscar Casco e Iris Láinez. Emitida por Radio Splendid.

## Televisión
- 1955: Ellos lucharon así, de Eloy Rébora, dirigido por Osvaldo Riofrancos, con Juan José Míguez, Lina Verne, María Aurelia Bisutti, Enrique Fava, Daniel de Alvarado y Marta Alguibay.
- 1960: Cosas de porteño
- 1968: Miss Aventura
- 1962: Teleteatro Odol, en el episodio Nunca lo sabrás, junto a Nelly Meden.
- 1963: Señorita Medianoche
- 1963: Volviendo a vivir el tango
- 1965: Teatro del sábado,  junto a Lola Membrives.
- 1966: Mariana, protagonizada por Lolita Torres y Juan Carlos Dual.[5]
- 1967: Simplemente María, protagonizada por Irma Roy
- 1970: Pobre Martina
- 1971: Aquellos que fueron
- 1973: El alma encantada
- 1974: Narciso Ibáñez Serrador presenta a Narciso Ibáñez Menta
- 1979: Novia de vacaciones
- 1980: Donde pueda quererte
- 1983: Aprender a vivir... 83
- 1983: Amar al salvaje[6]

## Teatro
- Gran Teatro Pond's (1954) junto a Iris Láinez, Óscar Casco, Pepita Furn y Carlos Daniel Reyes.
- Doña Inés de Portugal (1955), con Elina Colomer, Isabel Pradas, Blanca Tapia, y gran elenco.
- Proceso a Jesús (1956), de Diego Fabbri.
- Aquí estoy, aquí me quedo (1957), con la Compañía Argentina de Comedia encabezada por Paulina Singerman. Estrenada en el Teatro Apolo.
- La reina y sus insurrectos (1959), estrenada en el Teatro Lasalle, con Bertha Moss y Daniel Pinasco.
- Miércoles de Cenizas (1959), con la compañía de Eva Franco y Tita Merello, junto con Héctor Méndez, Menchu Quesada, Ana Arneodo, Elsa Piuselli, Carlos Romero y Paula Darlán.[7]
- Juancito de la ribera (1960), junto a Luis Sandrini, Nelly Panizza, Olinda Bozán, Alberto Bello, Chola Osés, Antonio Provitilo, Eduardo Sandrini y Alberto Vacarezza.
- El conventillo de la Paloma (1960), en el Teatro Presidente Alvear, con Luis Arata, Olinda Bozán, Pedro Quartucci, Noemí Laserre y Elba Berón.
- Aquí esta la vieja ola... y esta vez no viene sola (1961),
- Tiempo de Federica (1963), de Luisa Mercedes Levinson, dirigida por Armando Discépolo junto a Teresa Blasco, Eva Donge y Fernando Labat.[8]
- Un hombre de mundo (1969), estrenada en el Teatro Nacional Cervantes, junto a Rosa Rosen y Susana Freyre.[9]
- La Selva y el Reino (1969) de Atilio Betti.
- Misia Pancha, la brava (1970)
- Juana de Pompeya (1971-1972), estrenada en el Teatro Odeón.[10]
- Yrigoyen (1983), con Ricardo Jordán y Osvaldo Terranova.
- Tu cuna fue un conventillo (1985), dirigida por Rodolfo Graziano.
- Los muchachos de antes no usaban gomina (1986), con María Aurelia Bisutti, Gogó Andreu, Homero Cárpena, Claudia Cárpena, María Rosa Fugazot y Jorge Sobral.[11]